# Catar en los Juegos Olímpicos de Londres 2012
Catar estuvo representado en los Juegos Olímpicos de Londres 2012 por un total de doce deportistas, ocho hombres y cuatro mujeres, que compitieron en cuatro deportes.
La portadora de la bandera en la ceremonia de apertura fue la tiradora Bahiya Al-Hamad.

## Medallistas
El equipo olímpico catarí obtuvo las siguientes medallas:
| Nombre             | Deporte   | Competición       |
| ------------------ | --------- | ----------------- |
| Oro                |           |                   |
| —                  |           |                   |
| Plata              |           |                   |
| Mutaz Essa Barshim | Atletismo | Salto de altura M |
| Bronce             |           |                   |
| Nasser Al-Attiyah  | Tiro      | Skeet M           |